# Риардо
Риа̀рдо (на италиански: Riardo) е село и община в Южна Италия, провинция Казерта, регион Кампания. Разположено е на 150 m надморска височина. Населението на общината е 2442 души (към 2010 г.).